# American Caesar
Albums de Iggy Pop
Brick by Brick
(1990) Naughty Little Doggie
(1996)
Singles
1. Wild America
Sortie : septembre 1993
2. Louie Louie
Sortie : 1993
3. Beside You
Sortie : mai 1994

American Caesar est le dixième album studio d'Iggy Pop. Il est sorti en septembre 1993 sur le label Virgin Records et a été produit par Malcolm Burn.

## Historique
Cet album fut enregistré, entre octobre 1992 et février 1993, dans les studios Kingsway de la Nouvelle Orléans et les studios Bearsville de New York.
Les titres sont un mélange de punk rock ("Wild America", "Boogie Boy"...), de rock atmosphérique ("Mixing the Colours"...), de ballades ("It's Our Love"...). La chanson "Beside You" a été co-écrite avec Steve Jones et interprété en duo avec Lisa Germano. Pour la reprise de Richard Berry, Louie Louie, Iggy écrivit de nouvelles paroles.
Il ne se classa pas dans les charts américains du Billboard 200 mais eu un petit succès en Suède (2e place) et en France  (14e place).

## Liste des titres
Toutes les chansons sont écrites et composées par Iggy Pop, sauf indications contraires.
| No  | Titre                | Auteur                 | Durée |
| --- | -------------------- | ---------------------- | ----- |
| 1.  | Character            | Pop, Eric Schermerhorn | 1:07  |
| 2.  | Wild America         | Pop, Schermerhorn      | 5:52  |
| 3.  | Mixin' the Colours   |                        | 4:49  |
| 4.  | Jealousy             |                        | 6:04  |
| 5.  | Hate                 |                        | 6:56  |
| 6.  | It's Our Love        |                        | 4:09  |
| 7.  | Plastic & Concrete   |                        | 2:55  |
| 8.  | Fuckin' Alone        | Pop, Schermerhorn      | 4:56  |
| 9.  | Highway Song         |                        | 3:44  |
| 10. | Beside You           | Pop, Steve Jones       | 4:29  |
| 11. | Sickness             |                        | 3:15  |
| 12. | Boogie Boy           |                        | 4:53  |
| 13. | Perforation Problems |                        | 3:15  |
| 14. | Social Life          |                        | 4:12  |
| 15. | Louie Louie          | Richard Berry          | 3:47  |
| 16. | Caesar               | Pop, Schermerhorn      | 7:09  |
| 17. | Girls of NY          |                        | 4:15  |

## Musiciens
- Iggy Pop : guitare, chant
- Eric Schermerhorn : guitare
- Malcolm Burn : guitare, claviers, harmonica
- Hal Cragin : basse
- Larry Mullins : batterie, percussions
- Lisa Germano : chant sur Beside You
- Jay Joyce : guitare sur Wild America et Mixin' the Colours
- Bill Dillon : guitare "atmosphérique" sur Mixin' the Colours
- Darryl Johnson : percussions sur Mixin' the Colours
- Henry Rollins : chœurs sur Wild America
- Katell Keineg : chœurs sur Mixin' the Colours

## Charts
Charts album
| Pays             | Durée du classement | Meilleur classement |
| ---------------- | ------------------- | ------------------- |
| Allemagne        | 7 semaines          | 64e                 |
| Australie        | 2 semaines          | 29e                 |
| Autriche         | 2 semaines          | 35e                 |
| France           | 3 semaines          | 14e                 |
| Nouvelle-Zélande | 1 semaine           | 39e                 |
| Pays-Bas         | 4 semaines          | 81e                 |
| Royaume-Uni      | 1 semaine           | 43e                 |
| Suède            | 5 semaines          | 2e                  |
| Suisse           | 1 semaine           | 35e                 |

Charts singles
| date       | Pays                   | Chart                       | Single       | Position |
| ---------- | ---------------------- | --------------------------- | ------------ | -------- |
| 04/09/1993 | Drapeau des États-Unis | Billboard Alternative Songs | Wild America | 25       |
| 04/09/1993 | Drapeau du Royaume-Uni | UK Singles Chart            | Wild America | 63       |
| 21/05/1994 | Drapeau du Royaume-Uni | UK Singles Chart            | Beside You   | 47       |